# Eric Heinze

Eric Heinze, augustus 2024

Eric Heinze is hoogleraar recht en geesteswetenschappen aan de School of Law Queen Mary van de Universiteit van Londen . Hij heeft bijgedragen op het gebied van rechtsfilosofie, rechtvaardigheidstheorie, jurisprudentie en mensenrechten . Hij heeft ook bijgedragen aan de beweging voor recht en literatuur .

## Sociale en juridische theorie
In Coming Clean: The Rise of Critical Theory and the Future of the Left betoogt Eric Heinze dat politieke progressieven hebben aangedrongen op kritische inzichten in de westerse geschiedenis, maar er niet in zijn geslaagd om dezelfde kritische methoden toe te passen op de eigen geschiedenis van links. In een interview op National Public Radio betoogde Heinze dat het niet zijn doel was om links te 'definiëren', maar om 'dominante stromingen' te benoemen die de linkse politiek en het activisme hebben aangedreven.  In The New York Post schreef hij dat links haar zogenaamde 'geheugenpolitiek' moet veranderen.  Een columnist van de Irish Times vroeg zich af of Heinze kon worden beschuldigd van Whataboutery, door de nadruk te leggen op linkse wandaden en daarme de aandacht af te leiden van die aan de rechterzijde. Volgens een recensie in de Deense krant Berlingske betoogt Heinze niet dat ‘progressieven moeten stoppen met het bedrijven van kritische theorie, of diversiteitsbeleid, queertheorie of feminisme moeten afschaffen’, maar dat ze ‘een nieuwe benadering nodig hebben’. 
In Het concept van onrecht onderzoekt Heinze wat hij de 'klassieke' benadering van de rechtvaardigheidstheorie noemt, van Plato tot Rawls. Volgens Heinze gaan klassieke rechtvaardigheidstheoretici uit van de notie van 'onrecht', gebaseerd op de ogenschijnlijk vanzelfsprekende aanname dat ‘rechtvaardigheid’ en ‘onrecht’ logische tegenpolen zijn. Voor Heinze is 'onrecht' in zowel oude als moderne westerse talen louter een etymologisch toeval. ‘Rechtvaardigheid’ en ‘onrecht’ verschijnen inderdaad als tegenpolen binnen conventionele, reeds vooraf gedefinieerde contexten waarin bepaalde normen onkritisch worden aangenomen. Zonder deze aannames blijkt de relatie tussen beide begrippen echter aanzienlijk complexer.
Om die terugkerende fout te boven te komen, stelt Heinze een concept van 'post-klassieke' rechtvaardigheidstheorie voor, geïllustreerd aan de hand van literaire teksten. Dat project bouwt voort op Heinzes eerdere publicaties in Law & Literature . In een artikel  in het tijdschrift Law & Critique  onderzoekt de feministische wetenschapper Adrian Howe hoe Heinze binnen de kritische theorie heeft vernieuw door alternatieve interpretaties van William Shakespeare aan te reiken. Aan de hand van het voorbeeld van The Comedy of Errors legt Howe uit hoe wetenschappers tot ver in de 20e eeuw vaak dachten dat Shakespeare niet zou hebben geprobeerd een serieuze sociaal-juridische kritiek tot uiting te brengen in een ogenschijnlijk luchtig toneelstuk. Heinze, aldus Howe, onthult een "reeks sociaal-juridische dualismen: meester-dienaar, echtgenoot-vrouw, inheemse-vreemdeling, ouder-kind, monarch-parlement, koper-verkoper. Volgens [Heinze] gebruikt The Comedy de concepten ‘komedie’ en ‘fout’ om problematische sociaal-juridische verhoudingen te belichten, gebaseerd op traditionele maar veranderende modellen van overheersing en ondergeschiktheid. Howe voegt eraan toe dat, volgens Heinzes lezing, "het het standpunt van de bevoorrechte man is dat in het stuk ter discussie wordt gesteld."  In The Concept of Injustice werkt Heinze deze thema's verder uit. Hij bespreekt klassieke theorieën van rechtvaardigheid, van Plato tot Rawls, en stelt vraagtekens bij hun veronderstelling van een ogenschijnlijk logische tegenstelling tussen 'rechtvaardigheid' en 'onrechtvaardigheid'.

## Vrijheid van meningsuiting
Op het gebied van de mensenrechten heeft Heinze herhaaldelijk kritiek geuit op de beperkingen van de vrijheid van meningsuiting in Europa, met name de zogenoemde " haatzaaiende " verboden. Heinze betoogt dat een moderne democratie effectievere en legitiemere manieren heeft om sociale intolerantie te bestrijden, zonder de uitingsvrijheid in de publieke sfeer te hoeven inperken.  Volgens de expert op het gebied van de vrijheid van meningsuiting Eric Barendt wijst Heinze daarnaast op verdere inconsistenties in de haatzaaiwetgeving. Barendt schrijft dat de verboden, volgens Heinze, "vaak gerechtvaardigd worden als noodzakelijk om discriminatie tegen de beoogde raciale of andere groepen te voorkomen. Maar in feite discrimineren ze zelf tussen de groepen die beschermd worden door wetten op haatzaaien ( raciale, etnische, religieuze groepen en homo's ) en degenen die onbeschermd blijven (andere culturele groepen, lichamelijk en geestelijk gehandicapten, transseksuelen )."
In zijn boek Hate Speech and Democratic Citizenship bespreekt Heinze de voortdurende debatten over de legaliteit van gevaarlijke, provocerende of aanstootgevende uitlatingen. Hij erkent dat sommige democratieën instabiel genoeg kunnen zijn om beperkingen noodzakelijk te maken, maar een democratie die een duidelijke drempel heeft overschreden om te worden wat Heinze een 'langdurige, stabiele en welvarende democratie' (LSPD) noemt  kan meningsuiting alleen legitiem worden beperkt op basis van de inhoud (‘selectieve standpunten’), en dan uitsluitend binnen onafhankelijk toetsbare criteria van een uitzonderingssituatie die neerkomt op een nationale veiligheidsnoodsituatie. 
Heinze erkent dat haatzaaiende taal tot geweld heeft geleid in Rwanda, de Duitse Weimarrepubliek, het Joegoslavië vlak na de Koude Oorlog en andere zwakkere democratieën. Geen van deze, merkt Heinze op, was een LSPD. Volwaardige democratieën daarentegen hebben legitiemere en effectievere manieren om geweld en discriminatie te bestrijden zonder dat ze personen hoeven te straffen die provocerende opvattingen hebben.  ‘Centraal in het LSPD-model’, aldus Lesley Abdela, ‘is dat westerse democratische staten morele en symbolische standpunten hebben ingenomen - niet altijd perfect of zonder tegenstrijdigheden - maar zeker op manieren die verder gaan dan louter lippendienst. Maatregelen zoals antidiscriminatiewetten, pluralistisch onderwijs, en verboden op individueel gerichte stalking, intimidatie of beledigend taalgebruik, geven uitdrukking aan de morele en symbolische boodschap van de staat tegen intolerantie en geweld.' 
In The Most Human Right: Why Free Speech Is Everything betoogt Heinze dat internationaal erkende mensenrechten deels zijn uitgehold door institutionele tekortkomingen in het onderscheiden van mensenrechten en menselijke waarden/goederen. Heinze stelt dat veel tradities door de geschiedenis heen essentiële menselijke waarden hebben erkend. Als mensenrechten werkelijk een eigen rol moeten vervullen, moeten ze méér betekenen dan enkel een herhaling van die waarden. Heinze stelt, op basis van een analyse van het rechtsbegrip, dat menselijke waarden pas via vrije meningsuiting kunnen uitgroeien tot echte mensenrechten, wat tot de verdere conclusie leidt dat het concept van mensenrechten buiten een democratisch kader geen betekenis heeft - en op zijn best terugvalt op het concept van menselijke waarden. 
In zijn vaste 'Unthinkable'-rubriek in The Irish Times vat columnist Joe Humphreys het argument van Heinze als volgt samen: “Als er geen voldoende democratische omgeving bestaat, dan is dat wat je als een ‘recht’ ziet slechts een ‘goed’: iets wenselijks dat een regering al dan niet zou kunnen bieden.”  In een recensie van het boek op de Zweedse website Dixicon merkt de internationale mensenrechtenexpert Hans Ingvar Roth  op: “Het is ook geen toeval dat veel autoritaire leiders zich door de geschiedenis heen steeds eerst op juist dat recht richtten, vóór ze ook andere rechten begonnen aan te tasten.” 

## Seksualiteit
Heinze heeft ook geschreven over kwesties met betrekking tot seksualiteit en mensenrechten. James M. Donovan vat een aantal van Heinzes kritieken op internationale organisaties samen. Donovan merkt op dat, in Heinzes visie, "het niet opnemen van seksuele geaardheid in de mensenrechtenagenda van de Verenigde Naties, tegen het einde van de 20e eeuw, niet alleen had geleid tot de uitsluiting van seksuele geaardheid, maar in een verdere mystificatie ervan, die vervolgens werd gebruikt om die uitsluiting in stand te houden." Voor Jennifer Wilson, verklaart Heinze's visie in het bijzonder "de uitsluiting van transgender personen van antidiscriminatiewetten." De Noorse historicus van religie Dag Øistein Endsjø beweert dat, volgens Heinze, de afwezigheid van een specifieke verwijzing naar seksuele geaardheid of identiteit in eerdere internationale mensenrechteninstrumenten "niet betekent dat [de fundamentele rechten van seksuele minderheden] zijn uitgesloten van bescherming door deze verdragen." Simon Obendorf betoogt dat "homoseksuele rechten inderdaad bescherming verdienen op grond van het internationaal recht", maar trekt "Eric Heinze's oproepen in twijfel voor een op een verdrag gebaseerd instrument om de beginselen van non-discriminatie op basis van seksuele geaardheid in het internationaal recht vast te leggen en af te dwingen." Obendorf betwist het concept van "seksuele minderheden" dat Heinze in zijn boek Sexual Orientation: A Human Right definieert als "mensen wier seksuele geaardheid afwijkt van een dominante heteroseksuele norm." Susan Sterett vestigt meer aandacht op Heinze's visie op vloeiende en contextuele seksuele identiteiten en geaardheden. Heinze, aldus Sterett, "plaatst het discours over seksuele geaardheid binnen postmodernistische vormen van kennis, die de fragmentatie van het juridische subject benadrukken." Conway Blake en Philip Dayle onderzoeken Heinze's visie verder "dat seksuele minderheden pionnen zijn geworden in wat [Heinze] het internationale 'spel van gevoeligheden' noemt." Blake en Dayle vervolgen:
In dit spel versterken postkoloniale regimes hun binnenlandse autoriteit door nationalistische campagnes te promoten die gebaseerd zijn op ideeën over seksualiteit. Die campagnes portretteren seksuele minderheidsoriëntaties als uitingen van westerse decadentie. Verzet tegen elk programma dat tolerantie tegenover homoseksualiteit bepleit, zou geworteld zijn in ‘oude’ en ‘inheemse’ tradities. Heinze wijst ook op de neiging van westerse staten om gretig te tonen dat ze geen ‘eerstewereld’-agenda opleggen aan ‘traditionele’ samenlevingen. Daardoor is er een vorm van zelfcensurerende terughoudendheid ontstaan in het bekritiseren van landen in het mondiale Zuiden, uit een soort eerbied voor inheemse culturele overtuigingen. Kortom, Heinze stelt dat veel westerse staten bereid zijn geweest om mensenrechtenrelativisme op het vlak van seksualiteit te tolereren.

## Politiek van internationale mensenrechten
Heinzes kritiek op het internationaal recht en internationale instellingen reikt ook verder dan de specifieke kwesties van vrije meningsuiting en seksualiteit. In ander werk onderzoekt hij hoe intergouvernementele en niet-gouvernementele organisaties gepolitiseerd raken en daardoor tekortschieten in het naleven van hun eigen verklaarde mandaten. Volgens Rosa Freedman legt Heinze uit hoe lidstaten van de VN-Mensenrechtenraad, evenals van haar voorganger - de VN-Mensenrechtencommissie - gebruik hebben gemaakt van blokstemmen  om systematisch en structureel de aandacht af te leiden van de ernstigste mensenrechtenschendingen. 
In tegenstelling tot auteurs die pleiten voor politieke compromissen en stapsgewijze benaderingen, stelt Heinze dat de universeel consequente toepassing van normen en standaarden noodzakelijkerwijs inherent is aan elk mensenrechtenconcept.  Hij waarschuwt bovendien dat mensenrechten, voor zover ze ontworpen zijn om universeel van toepassing te zijn op alle staten - ongeacht het politieke systeem - per definitie nooit volledig kunnen voldoen aan de vereisten van een democratische rechtsstaat. 
In The Most Human Right betoogt Heinze dat het concept ‘mensenrechten’ binnen het internationaal recht en binnen internationale organisaties zo is verwaterd dat het nauwelijks nog betekenis heeft. Volgens hem slagen regeringen en internationale organisaties er niet in om een duidelijk onderscheid te maken tussen het concept van mensenrechten en dat van menselijke goederen. Veel dingen zijn op zich goed - zoals niet gemarteld worden of toegang hebben tot voldoende voedsel - maar zulke goederen worden pas objecten van mensenrechten wanneer burgers voldoende in staat zijn om er openlijk en vrij voor op te komen, met inbegrip van ruime mogelijkheden om hun regeringen te bekritiseren. Zonder die ruimte blijven we, in het beste geval, achter met door de staat gemonopoliseerde en beheerde systemen van menselijke goederen - systemen die volgens Heinze haaks staan op burgergestuurde regimes van mensenrechten.

## Carrière
Na het behalen van zijn Licence en Maîtrise aan de Université de Paris, schreef Heinze zich in als DAAD- student aan de Freie Universität Berlin . Hij behaalde een Juris Doctor aan de Harvard Law School en, na een Fulbright-beurs aan de Universiteit Utrecht, voltooide hij een doctoraat in de rechten aan de Universiteit Leiden . 
Tot de andere onderscheidingen van Heinze behoren subsidies van de Nuffield Foundation ; een Chateaubriand-beurs  (Frans Ministerie van Onderwijs); een Sheldon-beurs ( Harvard Law School ); een Andres Public Interest-beurs (Harvard Law School); en een C. Clyde Ferguson Human Rights Fellowship (Harvard Law School). 
Vóór zijn aanstelling aan de Universiteit van Londen werkte Heinze voor de Internationale Commissie van Juristen in Genève en het Administratief Tribunaal van de Verenigde Naties in New York. Hij adviseerde ook mensenrechtenorganisaties als Amnesty International, Liberty en het Media Diversity Institute.  Hij is lid van de redactieraad van The International Journal of Human Rights,  en zit in de adviesraden van Rivista Italiana di Filosofia Politica (tijdschrift van de Italiaanse Vereniging voor Politieke Filosofie) (2021 - heden), Heliopolis: Culture Civiltà Politica (2020 - heden) en University of Bologna Law Review (2018 - heden).

## Publicaties
Heinze is de auteur van diverse boeken over rechtstheorie en -filosofie, waaronder:
- Sexual Orientation: A Human Right (Kluwer, 1995) (Russische vertaling: Idea Press, Moskou, 2004)
- Of Innocence and Autonomy: Children, Sex and Human Rights (redactie, Ashgate, 2000 / Routledge, 2017)
- The Logic of Liberal Rights (Routledge, 2003 / 2017)
- The Logic of Equality (Ashgate, 2003 / Routledge, 2017)
- The Logic of Constitutional Rights (Ashgate, 2005 / Routledge, 2017)
- The Concept of Injustice (Routledge, 2013)
- Hate Speech and Democratic Citizenship (Oxford University Press, 2016)
- The Most Human Right: Why Free Speech is Everything (The MIT Press, 2022)
- Coming Clean: The Rise of Critical Theory and the Future of the Left (The MIT Press, 2025)